# 1977-es dél-afrikai általános választás
1977. november 30-án általános választásokat tartottak Dél-Afrikában. A John Vorster vezette Nemzeti Párt a szavazatok több mint 65 százalékának besöprésével a párt minden idők legjobb eredményét érte el. A Colin Eglin vezette, újonnan alakult Progresszív Föderális Párt lett a hivatalos ellenzék. Az Egyesült Párt utódja, az Új Köztársaság Párt mindössze 10 mandátumot szerzett, azokat is egy kivételével mind Natal tartományban. A Helyreállított Nemzeti Párt ismét nem tudott mandátumhoz jutni.

## Eredmények
| Párt     | Párt                              | Szavazatok | %      | Mandátumok |
| -------- | --------------------------------- | ---------- | ------ | ---------- |
|          | Nemzeti Párt (NP)                 | 685 035    | 65,34  | 134        |
|          | Progresszív Föderális Párt (PFP)  | 177 705    | 16,95  | 17         |
|          | Új Köztársaság Párt (NRP)         | 127 335    | 12,15  | 10         |
|          | Helyreállított Nemzeti Párt (HNP) | 34 159     | 3,26   | 0          |
|          | Dél-afrikai Párt                  | 17 915     | 1,71   | 3          |
|          | Egyéb és függetlenek              | 6 271      | 0,60   | 0          |
| Összesen | Összesen                          | 1 048 420  | 100,00 | 164        |

## Fordítás
Ez a szócikk részben vagy egészben  a(z)   1977 South African general election című angol Wikipédia-szócikk ezen változatának fordításán alapul.  Az eredeti cikk szerkesztőit annak laptörténete sorolja fel. Ez a jelzés csupán a megfogalmazás eredetét és a szerzői jogokat jelzi, nem szolgál a cikkben szereplő információk forrásmegjelöléseként.